# بلطية
البُلْطيّات أو البُلْطيّة أو سكليد (الاسم العلمي: Cichlidae) فصيلة أسماك نهرية من شبيهة الأفراخ من شعاعية الزعانف.